# Армія тіней
«Армія тіней» (фр. L'armee des ombres) — французько-італійський воєнний фільм режисера Жан-П'єр Мельвіля, що вийшов 1969 року. Це екранізація роману Жозефа Кесселя, опублікованого в 1943 році з такою ж назвою, який поєднує власний досвід Кесселя, як члена Руху Опору у Франції з белетризованими версіями інших членів Опору. У США фільм був вперше показаний тільки у 2006 році і був визнаний як один з найкращих фільмів року.

## Сюжет
Дія фільму відбувається у Франції в 1942—1943 роках під час Другої світової війни. Головні дійові особи — бійці групи Опору. Це Філіп Жерб'є (Ліно Вентура), його командир Люк Жарді (Поль Меріс), доброчесна мати сімейства Матильда (Симона Синьйоре), Жан-Франсуа Жарді (Жан-П'єр Кассель), а також хлопці, які називають себе «Бізон» (Крістіан Барб'є) і «Маска» (Клод Ман).

## Ролі виконують
- Ліно Вентура — Філіп Жерб'є
- Симона Синьйоре — Матильда
- Поль Меріс — Люк Жарді
- Жан-П'єр Кассель — Жан-Франсуа Жарді
- Поль Кроше[fr] — Фелікс Леперк
- Крістіан Барб'є[fr] — Гійом Вермеш «Бізон»
- Клод Ман[fr] — Клод Ульман «Маска»
- Ален Ліболь[fr] — Поль Дуна
- Ален Моте[fr] — комендант табору
- Ален Декок[fr] — Легрен
- Серж Реджані — перукар
- Андре Деваврен — полковник Пасі
- Наталі Делон — подруга Жана-Франсуа

## Навколо фільму
- Підводний човен «Аргонавт»[fr], яким герої пливуть до Великої Британії був зданий в експлуатацію 23 жовтня 1958 року та виведений з експлуатації 31 липня 1982 року. Тобто значно пізніше від подій, які показані у фільмі.
- Головний герой фільму Філіп Жерб'є під час переховування в сільському будиночку знаходить книжки, написані його товаришем, керівником групи руху опору, — Люком Жарді. Насправді ці книжки, «Нарис з проблеми основ математики», «Про логіку та теорію науки» та «Трансфініт і континуум», були справжніми назвами наукових книг, виданих Жаном Каваєсом, реальним філософом, професором і героєм опору, який був заарештований гестапо в лютому 1944 року і розстріляний у квітні того ж року.

## Нагороди
- 1982 Премія Товариства кінокритиків Нью-Йорка:
  - за найкращий фільм іноземною мовою[en]
- 2006 Спеціальне згадування Асоціацією кінокритиків Лос-Анджелеса:
  - у зв'язку з довготривалим демонструванням фільму у США — Жан-П'єр Мельвіль
- 2007 Спеціальна кінопремія спадщини Національної спілки кінокритиків США:
  - фільм був відновлений і вперше вийшов у США на кіностудії Rialto Pictures — Жан-П'єр Мельвіль